# Baia della Concezione
La baia della Concezione è una baia del Canada situata nella parte nord-orientale di Terranova. Si trova nella penisola di Avalon e si apre, a nord-est, verso l'oceano Atlantico. È delimitata dal capo St. Francis a sud e dallo Split Point 48°05.99′N 52°50.94′W, nei pressi di Bay de Verde, a nord. La sua profondità massima è di 300 metri.